# Flogny-la-Chapelle
Flogny-la-Chapelle és un municipi francès, situat al departament del Yonne i a la regió de Borgonya - Franc Comtat. L'any 2007 tenia 1.001 habitants.

## Demografia

### Població
El 2007 la població de fet de Flogny-la-Chapelle era de 1.001 persones. Hi havia 401 famílies, de les quals 115 eren unipersonals (36 homes vivint sols i 79 dones vivint soles), 147 parelles sense fills, 127 parelles amb fills i 12 famílies monoparentals amb fills.
La població ha evolucionat segons el següent gràfic:
Habitants censats

### Habitatges
El 2007 hi havia 528 habitatges, 422 eren l'habitatge principal de la família, 72 eren segones residències i 34 estaven desocupats. 424 eren cases i 97 eren apartaments. Dels 422 habitatges principals, 289 estaven ocupats pels seus propietaris, 119 estaven llogats i ocupats pels llogaters i 14 estaven cedits a títol gratuït; 2 tenien una cambra, 22 en tenien dues, 72 en tenien tres, 106 en tenien quatre i 220 en tenien cinc o més. 339 habitatges disposaven pel capbaix d'una plaça de pàrquing. A 191 habitatges hi havia un automòbil i a 171 n'hi havia dos o més.

### Piràmide de població
La piràmide de població per edats i sexe el 2009 era:
| Homes | Edats   | Dones |
| ----- | ------- | ----- |
| 4     | 95 o +  | 0     |
| 0     | 90 a 94 | 4     |
| 0     | 85 a 89 | 20    |
| 8     | 80 a 84 | 16    |
| 20    | 75 a 79 | 4     |
| 8     | 70 a 74 | 40    |
| 28    | 65 a 69 | 24    |
| 32    | 60 a 64 | 48    |
| 24    | 55 a 59 | 16    |
| 40    | 50 a 54 | 20    |
| 56    | 45 a 49 | 60    |
| 24    | 40 a 44 | 52    |
| 44    | 35 a 39 | 24    |
| 32    | 30 a 34 | 36    |
| 36    | 25 a 29 | 16    |
| 24    | 20 a 24 | 28    |
| 56    | 15 a 19 | 28    |
| 48    | 10 a 14 | 48    |
| 28    | 5 a 9   | 28    |
| 32    | 0 a 4   | 20    |

## Economia
El 2007 la població en edat de treballar era de 614 persones, 432 eren actives i 182 eren inactives. De les 432 persones actives 383 estaven ocupades (206 homes i 177 dones) i 49 estaven aturades (18 homes i 31 dones). De les 182 persones inactives 58 estaven jubilades, 52 estaven estudiant i 72 estaven classificades com a «altres inactius».

### Ingressos
El 2009 a Flogny-la-Chapelle hi havia 438 unitats fiscals que integraven 1.039 persones, la mediana anual d'ingressos fiscals per persona era de 17.139 €.

### Activitats econòmiques
Dels 35 establiments que hi havia el 2007, 1 era d'una empresa extractiva, 2 d'empreses alimentàries, 2 d'empreses de fabricació d'altres productes industrials, 5 d'empreses de construcció, 10 d'empreses de comerç i reparació d'automòbils, 3 d'empreses de transport, 2 d'empreses d'hostatgeria i restauració, 1 d'una empresa d'informació i comunicació, 2 d'empreses financeres, 1 d'una empresa immobiliària, 2 d'empreses de serveis, 3 d'entitats de l'administració pública i 1 d'una empresa classificada com a «altres activitats de serveis».
Dels 10 establiments de servei als particulars que hi havia el 2009, 1 era una gendarmeria, 1 oficina de correu, 1 una oficina bancària, 1 taller de reparació d'automòbils i de material agrícola, 2 paletes, 2 lampisteries, 1 perruqueria i 1 restaurant.
Dels 4 establiments comercials que hi havia el 2009, 1 era una botiga de més de 120 m², 2 fleques i 1 una botiga de material de revestiment de parets i terra.
L'any 2000 a Flogny-la-Chapelle hi havia 9 explotacions agrícoles que ocupaven un total de 714 hectàrees.

## Equipaments sanitaris i escolars
L'únic equipament sanitari que hi havia el 2009 era una farmàcia.
El 2009 hi havia 1 escola maternal i 1 escola elemental.

## Poblacions properes
El següent diagrama mostra les poblacions més properes.